# 小行星4957
小行星4957（英語：4957 Brucemurray）是一颗围绕太阳公转的小行星。1990年12月15日，埃莉諾·赫琳在帕洛马山发现了此天体。
这颗小行星的绝对星等为97.45502291896965等。